# مامر (خولان)

تعديل مصدري - تعديل

مامر هي إحدى قرى عزلة الاعروش بمديرية خولان التابعة لمحافظة صنعاء، بلغ تعداد سكانها 527 نسمة حسب تعداد اليمن لعام 2004.